# Cheignieu-la-Balme
Cheignieu-la-Balme település Franciaországban, Ain megyében. Lakosainak száma 130 fő (2022. január 1.). Cheignieu-la-Balme La Burbanche, Contrevoz, Innimond, Ordonnaz, Rossillon, Virieu-le-Grand és Chazey-Bons községekkel határos.

## Népesség
A település népességének változása:
| Lakosok száma | 141  | 141  | 110  | 139  | 146  | 139  | 134  | 131  | 131  | 130  |
|               | 1968 | 1982 | 1990 | 2006 | 2013 | 2015 | 2017 | 2019 | 2020 | 2022 |